# Anoia
Anoia là một comarca (hạt) ở Catalonia, Tây Ban Nha. Thủ phủ đặt tại Igualada.

## Các đô thị
Dân số năm 2001.
- Argençola - 202
- Bellprat - 92
- El Bruc - 1379
- Cabrera d'Igualada - 727
- Calaf - 3110
- Calonge de Segarra - 192
- Capellades - 5111
- Carme - 721
- Castellfollit de Riubregós - 217
- Castellolí - 441
- Copons - 281
- Els Hostalets de Pierola - 1611
- Igualada - 34391
- Jorba - 599
- La Llacuna - 884
- Masquefa - 6209
- Montmaneu - 193
- Òdena - 2737
- Orpí - 145
- Piera - 10869
- La Pobla de Claramunt - 1874
- Els Prats de Rei - 530
- Pujalt - 191
- Rubió - 131
- Sant Martí Sesgueioles - 350
- Sant Martí de Tous - 1037
- Sant Pere Sallavinera - 153
- Santa Margarida de Montbui - 9236
- Santa Maria de Miralles - 102
- La Torre de Claramunt - 2794
- Vallbona d'Anoia - 1111
- Veciana - 168
- Vilanova del Camí - 10793